# Cerro Lacaya
Cerro Lacaya är ett berg i Bolivia.   Det ligger i departementet La Paz, i den västra delen av landet, 500 km nordväst om huvudstaden Sucre. Toppen på Cerro Lacaya är 4 800 meter över havet, eller 10 meter över den omgivande terrängen. Bredden vid basen är 0,13 km.
Terrängen runt Cerro Lacaya är huvudsakligen lite bergig. Cerro Lacaya är den högsta punkten i trakten. Närmaste större samhälle är Guaqui, 15,2 km nordväst om Cerro Lacaya.
Trakten runt Cerro Lacaya består i huvudsak av gräsmarker. Runt Cerro Lacaya är det ganska glesbefolkat, med 26 invånare per kvadratkilometer.